# Aleksandr Ejchgolc
Aleksandr Aleksandrowicz Ejchgolc, ros. Александр Александрович Эйхгольц (ur. ?, zm. 29 sierpnia 1985 w Uniondale) – rosyjski wojskowy (pułkownik), dowódca 4 Pułku Rosyjskiego Korpusu Ochronnego podczas II wojny światowej.
W 1911 r. ukończył korpus kadetów w Pskowie, zaś w 1914 r. Nikołajewską Szkołę Inżynieryjną. Służył w 2 Pułku Ułanów, dochodząc do stopnia sztabsrotmistrza. 
Brał udział w I wojnie światowej. W 1918 r. wstąpił do wojsk Białych gen. Antona Denikina. Służył w 1 Mieszanym Gwardyjskim Pułku Kawalerii. Awansował na pułkownika. Został ranny. Na początku marca 1920 r. został ewakuowany z Noworosyjska do Turcji. Na emigracji zamieszkał w Królestwie SHS. Po zajęciu Jugosławii przez wojska niemieckie w kwietniu 1941 r., wstąpił do nowo formowanego Rosyjskiego Korpusu Ochronnego. Objął w stopniu pułkownika dowództwo 4 Pułku Korpusu. Po zakończeniu wojny wyjechał do USA.